# Bergmarathon

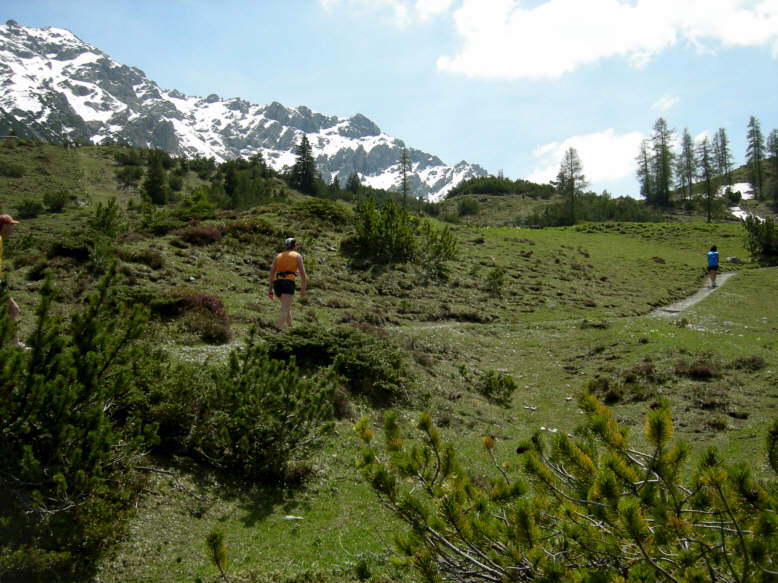
Typischer Anstieg bei einem Bergmarathon: Anstieg zum höchsten Punkt des Liechtenstein-Marathons

Unter einem Bergmarathon versteht man einen Berglauf, der über die Marathondistanz von 42,195 Kilometer führt und bei langen Berganstiegen viele Höhenmeter überwindet. 
Im europäischen Raum finden die bekanntesten Bergmarathons wie der Jungfrau-Marathon in den Alpen statt. Bei Bergmarathons werden entweder Berge und Pässe überwunden, oder es gibt wie beim Zermatt-Marathon eine Bergankunft im Ziel.

## Definition eines Bergmarathons
Es gibt keine offizielle Definition, was genau ein Bergmarathon ist.
Bei einem echten Bergmarathon sollte es aber laut weitläufiger Meinungsbildung wie z. B. durch den mehrfachen deutschen Berglaufmeister und Berglaufspezialisten Helmut Reitmeir im Verlauf der Strecke mindestens 1000 Höhenmeter bergauf gehen. Diese Höhenmeter sollten dann auch möglichst in längeren Anstiegen und nicht in unzähligen kleinen Anstiegen auf Hügeln erzielt werden. Solche Marathons muss man dann trotz eventueller großer Anzahl von Höhenmetern eher als Hügelmarathon bezeichnen. Als einen solchen Grenzfall zwischen Hügelmarathon und Bergmarathon kann man z. B. den Kemptener Voralpenmarathon aufführen, da sich auf dessen Strecke zwar 1300 Höhenmeter kumulieren, aber die Strecke sehr hügelig ist und ein sehr langer Berganstieg fehlt.
Es gibt eine Reihe von Bergläufen, die sich als Bergmarathon bezeichnen, deren Streckenlänge aber entweder deutlich weniger wie z. B. beim Dreizinnen-Alpin-Marathon oder deutlich mehr als 42,195 km betragen. Solche Läufe sind daher keine echten Bergmarathons. Bergläufe über 42,195 km werden Ultraberglauf (Berg-Ultramarathon) genannt. Bergläufe unter der Marathondistanz sind dagegen einfach nur Bergläufe, auch wenn einige von ihnen ebenso anstrengend sind wie ein Marathon mit flachem Profil.
Es gibt außerdem alpine Marathons wie den Tirol Speed Marathon, die fast nur bergab führen. Solche Läufe sind zwar Marathons in den Bergen, aber keine Bergmarathons.

## Aufstellung von Bergmarathons (Auszug)

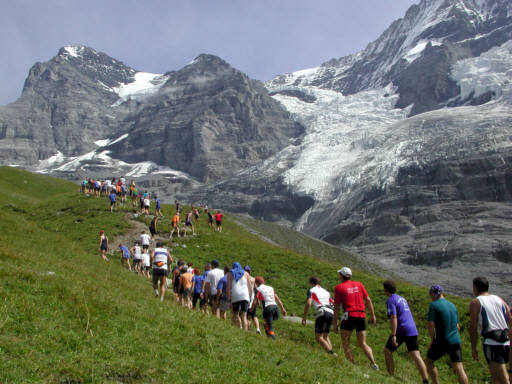
Kilometer 40 beim Jungfrau-Marathon

### Deutschland
- Brocken-Marathon (Harz-Gebirgslauf), über 1000 Höhenmeter
- Alpin-Marathon Oberstaufen, 1700 Höhenmeter bergauf
- Gebirgsmarathon, Immenstadt, 2500 Höhenmeter bergauf
- Voralpenmarathon, Kempten (Allgäu), 1300 Höhenmeter bergauf auf hügeligem Kurs

### Frankreich
- Mont-Blanc-Marathon, 2240 Höhenmeter bergauf

### Italien
- Brixen Dolomiten Marathon, 2340 Höhenmeter bergauf
- Stilfserjoch Stelvio Marathon, 2500 Höhenmeter bergauf
- Südtirol Skyrace Sarntal, 1880 (28 km), 2750 (45 km) bzw. 3550 (63 km) Höhenmeter bergauf

### Liechtenstein
- Alpin-Marathon Liechtenstein, 1800 Höhenmeter bergauf

### Österreich
- Schoberstein Bergmarathon, 3650 Höhenmeter bergauf
- Kainacher Bergmarathon, 2000 Höhenmeter bergauf
- Montafon-Arlberg-Marathon, 1300 Höhenmeter bergauf, Punkt-zu-Punkt-Strecke
- Silvretta-Ferwall-Marsch, 1550 Höhenmeter bergauf, Rundkurs
- Kaisermarathon (Teil der Tour de Tirol), ca. 2200 Höhenmeter bergauf, Bergankunft auf der Hohen Salve
- Linzer Bergmarathon, Linz, 52 km, ca. 2000 Höhenmeter
- Bergmarathon "Rund um den Traunsee", Gmunden, 70 km, 4500 Höhenmeter bergauf
- Pitztal-Gletscher Trail-Maniak, Pitztal, 95 km, 6500 Höhenmeter bergauf
- Hochkönigman, Maria Alm, 84 km, 4900 Höhenmeter bergauf
- Kitz Alps Trail, Fieberbrunn, 169 km, 9800 Höhenmeter bergauf

### Schweiz
- Alpenmarathon Crans-Montana, ca. 1600 Höhenmeter bergauf, Punkt-zu-Punkt-Strecke
- Graubünden-Marathon, 2680 Höhenmeter bergauf, Bergauf-Strecke mit Bergankunft
- Jungfrau-Marathon, 1820 Höhenmeter bergauf, Bergauf-Strecke
- Napf-Marathon, 1250 Höhenmeter bergauf, Rundkurs
- Swiss Alpine Marathon, Varianten: K42, 1890 Höhenmeter bergauf, Punkt-zu-Punkt-Strecke; K78, 78 km, Rundkurs
- Zermatt-Marathon, 1944 Höhenmeter bergauf, Bergauf-Strecke mit Bergankunft, Variante: Ultra-Marathon mit 45.595 km und 2458 Höhenmeter bergauf